# Маренго (цвет)
Маренго — один из оттенков серого (чёрный с серым отливом) или синего цвета. Иногда обозначает также «цвет тёмной морской волны».
Обычно относится к определению цвета ткани: «сукно чёрного или тёмно-коричневого цвета с белыми прожилками. Меланжевая шерстяная ткань, которая может быть использована для пальто, костюмов. Нередко так называют и сам цвет: тёмное волокно с небольшими добавками белого».
Иногда слово обозначает ткань чёрного цвета с белыми нитями.

## Маренго в таблице цветов
|  |  |  | Тусклый серый          |
|  |  |  | Перламутрово-ежевичный |
|  |  |  | МАРЕНГО                |
|  |  |  | Серовато-синий         |
|  |  |  | Графитовый серый       |

| #b5b5b5 | #9c9c9c | #828282 | #696969 | #4f4f4f | #363636 | #1c1c1c |
| #b8b5bd | #9f9ca6 | #85818c | #6c6874 | #535059 | #39373d | #212024 |
| #9aa5b3 | #7b8a9c | #627182 | #4c5866 | #37404a | #21262b | #0b0d0f |
| #929ea8 | #778691 | #606d78 | #4a545c | #31383d | #1b1e21 | #040505 |
| #91959e | #787d87 | #5f636b | #474a51 | #303136 | #191a1c | #000000 |

## Происхождение
В XVIII веке — название тёмно-коричневого цвета ткани с белыми крапинками, производившейся в селении Маренго на севере Италии. Во Франции — marengo ou brun («маренго, или коричневый»), в России — «каштановый маренго». После битвы при Маренго 14 июня 1800 года, в которой войска Наполеона Бонапарта нанесли сокрушительное поражение австрийской армии, маренго стали именовать серую или чёрную ткань с вкраплениями белой или серой нити (что характерно для домотканой материи). Такой цвет ассоциировался с серым сукном шинели Бонапарта и ненадолго вошёл в моду. В России начала XIX века закрепилось название «маренго-клер» (фр. marengo clair — «маренго светлый»), то есть светло-серый.

## Применение
Цвет маренго был использован в советской форменной одежде.
«В 1921 было утверждено [обмундирование] военных моряков: для командного состава фуражка и зимняя шапка, пальто (с 1925 шинель) цвета маренго, тужурка и брюки чёрного цвета, тёмно-синий и белый кителя; для краснофлотцев — фуражка-бескозырка, пальто (с 1925 шинель) цвета маренго, чёрный бушлат, тёмно-синяя фланелевая и белая рубахи с синим воротником, тельняшка, чёрные брюки и рабочая одежда синего цвета».
В 1969 году советская милиция получила новую форму цвета маренго. (До этого форма была синего цвета.)

## В литературе
- В серии романов Д. Адамса «Автостопом по галактике» существуют хулуву – организмы, являющиеся «сверхразумным оттенком цвета маренго».
- Герой повести Юрия Коваля «Приключения Васи Куролесова», капитан милиции Болдырев был описан как человек с глазами цвета «маренго».